# ポストゥミア街道

ポストゥミア街道（■ 灰色）

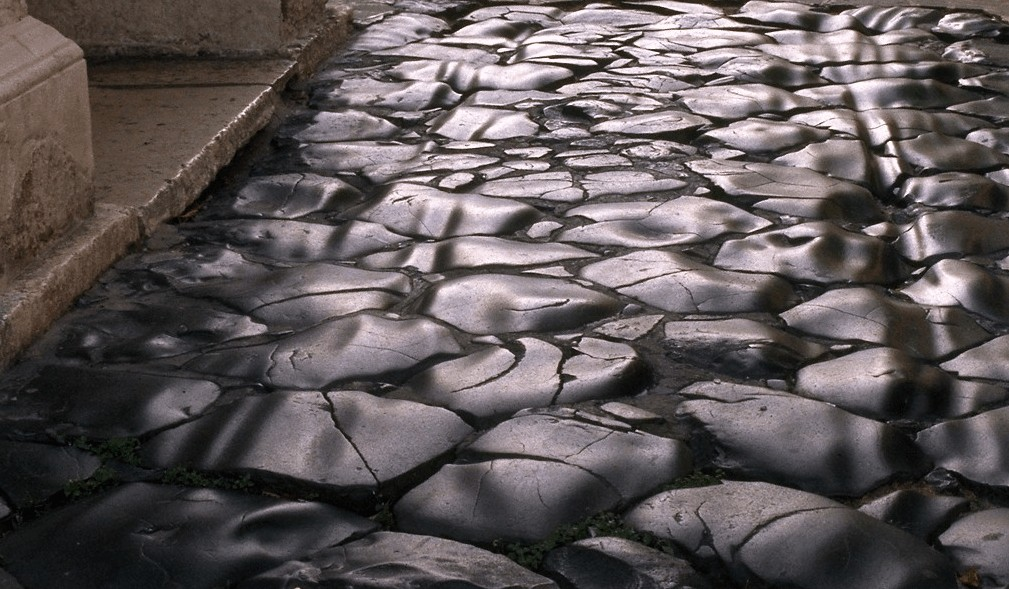
ヴェローナのガーヴィ門付近で復元されたポストゥミア街道の一部

ポストゥミア街道（ラテン語: Via Postumia）は、北イタリアに建設されたローマ街道。現在のジェノヴァからイタリア北部を横断し、アドリア海北岸の中心都市であったアクイレイアに至る。

## 地理・歴史
紀元前148年に執政官 スプリウス・ポストゥミウス・アルビヌス・マグヌス が建設した。
ジェノヴァの海岸を起点とし、山越えしてDertona（現在のトルトーナ）、Placentia（現在のピアチェンツァ。ここでアエミリア街道と接続）、クレモナのすぐ近くでポー川を渡る。クレモナを過ぎると街道はBedriacum（現在のカルヴァトーネ）まで東に向かい、そこで分岐し、1つはヴェローナに向かい、もう1つはMantua（現在のマントヴァ）、Gemona（現在のジェモーナ・デル・フリウーリ）、アクイレイアを結んでいる。リグーリアの軍事占領においてはこの街道が重要な役割を果たし、この街道沿いに重要な町がいくつか生まれることになった。クレモナは街道のちょうど中間点にあり、西と東の道のりがほぼ同じである。
Via Julia Augusta はアウグストゥスが紀元前13年から建設を開始したローマ街道で、Via Aemilia Scauri とポストゥミア街道を繋ぐ街道である。Placentia（ピアチェンツァ）を起点として、ラ・チュルビの凱旋門まで続いていた。後にArelates（現在のアルル）まで延長され、ドミティア街道に合流するようになった。途中、Dertona（トルトーナ）、Vada Sabatia（ヴァード・リーグレ）、Albingaunum（アルベンガ）、Album Intimilium（ヴェンティミーリア）を通っている。
古代のガーヴィ門にはポストゥミア街道から分岐したヴェローナへの道の遺跡がある。